# Nati nel 1600
| Questa pagina contiene informazioni ricavate automaticamente dalle voci biografiche con l'ausilio del template Bio e di un bot. L'aggiornamento è periodico e automatico e ricostruisce completamente la pagina. Se manca una persona in questa lista, sei pregato di non aggiungerla, ma accertati piuttosto che la sua voce biografica contenga il template Bio e che i dati anagrafici siano correttamente compilati. Se il template Bio manca, inseriscilo tu stesso o, in alternativa, metti l'avviso {{tmp\|Bio}} che ne segnala la mancanza. Se i dati riportati sono sbagliati, correggi direttamente la voce biografica; le modifiche saranno visibili in questa lista entro pochi giorni. Per chiarimenti vedi il progetto biografie. La lista contiene solo le 118 persone che sono citate nell'enciclopedia e per le quali è stato implementato correttamente il template Bio. Pagina aggiornata al 10 ago 2025. |

## Gennaio(6)
- 11 gennaio - Isabella Filomarino, nobile italiana († 1679)
- 16 gennaio - Loreto Vittori, poeta, librettista e compositore italiano († 1670)
- 17 gennaio - Pedro Calderón de la Barca, drammaturgo e religioso spagnolo († 1681)
- 23 gennaio - Date Tadamune, militare giapponese († 1658)
- 23 gennaio - Alexander Keirinckx, pittore fiammingo († 1652)
- 27 gennaio - Papa Clemente IX, papa, arcivescovo cattolico e cardinale italiano († 1669)

## Febbraio(4)
- 2 febbraio - Gabriel Naudé, scrittore e bibliotecario francese († 1653)
- 5 febbraio - Johan Picardt, religioso e medico tedesco († 1670)
- 8 febbraio - Luis Alfonso de los Cameros, arcivescovo cattolico spagnolo († 1676)
- 11 febbraio - Girolamo Fantini, trombettista e compositore italiano († 1675)

## Marzo(4)
- 3 marzo - Gheorghe Ghica, nobile rumeno († 1664)
- 8 marzo - Manfredo Settala, scienziato italiano († 1680)
- 21 marzo - Benedetto Di Virgilio, poeta italiano († 1667)
- 29 marzo - Ramiro Felipe Núñez de Guzmán, politico spagnolo († 1668)

## Aprile(2)
- 3 aprile - Francesco Boccapaduli, arcivescovo cattolico e diplomatico italiano († 1680)
- 22 aprile - Alessandro dal Borro, condottiero italiano († 1656)

## Maggio(1)
- 25 maggio - Thomas Hamilton, II conte di Haddington, nobile scozzese († 1640)

## Giugno(3)
- 24 giugno - Juan de Palafox y Mendoza, vescovo cattolico spagnolo († 1659)
- 29 giugno - Maria Maddalena de' Medici, nobildonna italiana († 1633)
- 30 giugno - Adam Václav Michna z Otradovic, poeta e compositore ceco († 1675)

## Luglio(2)
- 10 luglio - Famiano Nardini, archeologo italiano († 1661)
- 15 luglio - Jan Cossiers, pittore e disegnatore fiammingo († 1671)

## Agosto(5)
- 5 agosto - Giannettino Gonzaga, religioso e teologo italiano († 1649)
- 7 agosto - Eleonora Maria di Anhalt-Bernburg, principessa tedesca († 1657)
- 13 agosto - Virginia Galilei, religiosa italiana († 1634)
- 14 agosto - Pietro Francesco Baccarini, religioso italiano († 1678)
- 24 agosto - Antoine de Lalouvère, matematico e gesuita francese († 1664)

## Settembre(1)
- 19 settembre - Hermann Busenbaum, gesuita e teologo tedesco († 1668)

## Ottobre(5)
- 1º ottobre - Jacques Blanchard, pittore francese († 1638)
- 4 ottobre - Giovanni Paolo Oliva, gesuita italiano († 1681)
- 4 ottobre - Domenico Pieratti, scultore italiano († 1656)
- 5 ottobre - Thomas Goodwin, teologo britannico († 1680)
- 5 ottobre - Carlo Antonio Manzini, astronomo e matematico italiano († 1677)

## Novembre(2)
- 19 novembre - Lieuwe van Aitzema, storico olandese († 1669)
- 19 novembre - Carlo I d'Inghilterra, sovrano britannico († 1649)

## Dicembre(5)
- 6 dicembre - Niccolò Aggiunti, matematico italiano († 1635)
- 12 dicembre - Dionigi della Natività, missionario francese († 1638)
- 16 dicembre - Claude Lorrain, pittore francese († 1682)
- 20 dicembre - Nicolas Sanson, cartografo francese († 1667)
- 27 dicembre - Ōta Sukemune, militare giapponese († 1680)

## Senza giorno specificato(78)
- Giangirolamo II Acquaviva d'Aragona, politico e militare italiano († 1665)
- Willem Akersloot, incisore, pittore e disegnatore olandese († 1661)
- Antonino Alberti, pittore italiano († 1649)
- Jürgen Andersen, viaggiatore tedesco († 1675)
- Anna di Guisa, nobile francese († 1638)
- Paolo Aringhi, religioso italiano († 1676)
- Gioacchino Assereto, pittore italiano († 1649)
- Frans Banning Cocq, politico olandese
- Martin de Barcos, teologo francese († 1678)
- Pëtr Ivanovič Beketov, esploratore russo
- Gasparo Berti, matematico, fisico e astronomo italiano († 1643)
- Alessandra Bocchineri, nobildonna italiana († 1649)
- Nicolò Bona, politico dalmata († 1678)
- Ennio Bonifazi, organaro italiano († 1654)
- William Bridge, religioso inglese († 1670)
- Edmund Calamy il Vecchio, religioso inglese († 1666)
- Francesco Cascio, religioso e missionario italiano († 1682)
- Angelo Celsi, cardinale italiano († 1671)
- Pietro Ciafferi, pittore italiano († 1654)
- Albert Curtz, astronomo tedesco († 1671)
- Mariano Cusmano, pittore italiano († 1680)
- Francesco Angelo Dessì, avvocato, giurista e politico spagnolo († 1674)
- Christoffel van Dijck, artista olandese († 1669)
- John Exton, magistrato inglese († 1668)
- Francesco Antonio Frascella, arcivescovo cattolico italiano († 1653)
- Jacopo Gaddi, poeta e scrittore italiano († 1668)
- Giovanna Garzoni, pittrice e miniaturista italiana († 1670)
- Giovanni Battista Gisleni, architetto italiano († 1672)
- Camillo Gonzaga, condottiero italiano († 1659)
- Pieter de Grebber, pittore olandese († 1652)
- Simon Ives, compositore e organista inglese († 1662)
- Willem Kieft, mercante e politico olandese († 1647)
- Nicolaes Lauwers, incisore fiammingo († 1652)
- Antoine Le Nain, pittore francese († 1648)
- Marin Le Roy de Gomberville, poeta e romanziere francese († 1674)
- Giacomo Legi, pittore fiammingo († 1640)
- David Leslie, politico scozzese († 1682)
- Franciszek Lilius, compositore polacco († 1657)
- Vincenzo Manenti, pittore italiano († 1674)
- Giovanni Martinelli, pittore italiano († 1659)
- John Mason, giurista britannico († 1672)
- Jan Matham, pittore e incisore olandese († 1648)
- Marcin Mielczewski, compositore polacco († 1651)
- William Murray, I conte di Dysart, politico scozzese († 1655)
- Mustafa I, sultano ottomano († 1639)
- Adam Olearius, orientalista tedesco († 1671)
- Benedetto Orsi, pittore e architetto italiano († 1680)
- Giovanni Battista Orsi, architetto italiano († 1641)
- Magdalena van de Passe, incisore e disegnatrice olandese († 1638)
- Giuliano Periccioli, pittore, incisore e cartografo italiano
- Costanzo de Peris, pittore e disegnatore italiano († 1665)
- Martino Pesenti, compositore, organista e clavicembalista italiano († 1648)
- Pichou, drammaturgo francese († 1631)
- Mateo de Prado, scultore spagnolo († 1677)
- Prasat Thong, sovrano siamese († 1656)
- William Prynne, scrittore e giurista inglese († 1669)
- Giuseppe Puglia, pittore italiano († 1636)
- Antoine Rossignol, crittologo francese († 1682)
- Bonaventura Rubino, francescano e compositore italiano († 1668)
- Augustin de Saffray de Mésy, militare e funzionario francese († 1677)
- Joost Schouten, mercante e diplomatico olandese († 1644)
- Giovanni Battista Seni, astrologo italiano († 1656)
- Cristoforo Serra, pittore italiano († 1689)
- Akashi Shiganosuke, lottatore di sumo giapponese († 1649)
- Heinrich Stahl, grammatico estone († 1657)
- Willem van Steenree, pittore olandese († 1648)
- Daniel Stolcius von Stolcenberg, alchimista, medico e astrologo boemo († 1660)
- Flaminio Taja, cardinale italiano († 1682)
- António Teles de Meneses, politico e militare portoghese († 1657)
- Ippolita Trivulzio, nobildonna italiana († 1638)
- Umile da Petralia, scultore e religioso italiano († 1639)
- Giovan Battista Vanni, pittore italiano († 1660)
- Brian Walton, vescovo anglicano, teologo e orientalista britannico († 1661)
- Cornelis Willaerts, pittore olandese († 1666)
- Gabriel de Rochechouart de Mortemart, nobile francese († 1675)
- Marie de Rohan-Montbazon, nobildonna francese († 1679)
- Pieter van Avont, pittore e incisore fiammingo († 1652)
- Lagâri Hasan Çelebi, aviatore ottomano († 1660)